# João Havelange
Jean-Marie Faustin Godefroid João de Havelange (8 tháng 5 năm 1916 – 16 tháng 8 năm 2016) là một luật sư người Brasil, chủ tịch thứ 7 của liên đoàn bóng đá thế giới FIFA từ năm 1974 đến năm 1998, ông là chủ tịch giữ nhiệm kỳ lâu thứ hai sau Jules Rimet của FIFA, khi rời khỏi văn phòng ông đã có danh hiệu Chủ tịch danh dự, nhưng cũng đã từ chức năm 2013. Sau khi ông từ chức, ông là thành viên phục vụ lâu nhất. João Havelange từng là thành viên của Ủy ban Olympic quốc tế (IOC) từ năm 1963 đến năm 2011.

## Thời trẻ
Sinh ra trong gia đình giàu có, cha ông làm việc ở một đại lý, và ông sở hữu một khối bất động sản lớn.
Joao xuất sắc trong học tập, đã học vào một trường luật rồi trở thành tiến sĩ Luật. Ông từng là cố vấn pháp lý cho một công ty xe buýt Auto Viacao Jabaquara, trở thành chủ công ty xe buýt Viacao Cometa, ông cũng từng tham gia bơi lội tại Thế vận hội mùa hè 1936.

## Chủ tịch FIFA
Năm 1974, tại cuộc tranh cử chủ tịch FIFA, Havelange đã hạ người tiền nhiệm Stanley Rous để trở thành chủ tịch FIFA. Ông là chủ tịch đầu tiên của FIFA không phải là người châu Âu. Ông đã tăng quy mô tham dự World Cup từ 16 lên 32 đội
Ông nghỉ hưu và từ chức vào năm 1998. Ông mất ngày 16 tháng 8 năm 2016 tại quê nhà Rio de Janeiro, nơi mà Thế vận hội Mùa hè 2016 đang diễn ra tại thành phố này, hưởng thọ 100 tuổi.